# 古谢利斯科耶
古谢利斯科耶（羅馬化：Huselske）是烏克蘭東部頓涅茨克州顿涅茨克区马基伊夫卡市镇的鎮。該鎮距離首府頓涅茨克23公里，海拔高度150米，2019年該市級鎮人口458。